# Zalissja
Zalissja (ukrajinsky Залісся, rusky Залесье, v českém překladu Zálesí) je zaniklá vesnice v uzavřené zóně Černobylské jaderné elektrárny. Leží zhruba 3 kilometry jihozápadně od města Černobyl a 15 kilometrů od elektrárny. V roce 1986 měla 2 849 obyvatel, kteří byli osm dní po explozi reaktoru evakuováni kvůli zamoření obce radioaktivním spadem. Několik z nich se později vrátilo, v roce 2014 měla vesnice jednu stálou obyvatelku. Obec byla z evidence ukrajinských sídel formálně vyřazena v roce 1999, stejně jako další zaniklé vesnice v okolí elektrárny.

## Historie
V blízkém okolí vesnice bylo nalezeno pohřebiště zarubiněcké kultury a pozůstatky neolitického sídliště. Není známo, kdy byla založena samotná vesnice Zalissja, pojednává o ni ale dokument polského krále a litevského velkoknížete Zikmunda II. Augusta z roku 1566.
V roce 1887 měla 1 155 obyvatel, roku 1900 jich ve vesnici žilo 1 282.
Podle encyklopedie Historie měst a vesnic Ukrajinské SSR mělo v roce 1971 Zalissja 3 062 obyvatel a působilo v ní zemědělské družstvo Družba (Дружба) hospodařící na 5 300 hektarech zemědělské půdy. Právě zemědělskou výrobou se živila většina obyvatel. V obci fungovala rovněž střední škola, knihovna, porodnice či dům kultury.

## Evakuace
Černobylská havárie se odehrála 26. dubna 1986, následující den bylo evakuováno nedaleké město Pripjať. Zalissja bylo stejně jako další obce v okolí kontaminováno radioaktivním spadem, přičemž míra radiace představovala bezprostřední ohrožení obyvatel i zvířat ve vesnici. Okamžitá evakuace byla však nařízena až osm dní po explozi, tedy 4. května 1986. Svůj majetek i zvířata museli obyvatelé nechat na místě.
Většina z evakuovaných byla přemístěna do nově založené vesnice Nove Zalissja. Na rozdíl od vesnice Kopači, jejíž budovy byly v období po havárii kvůli extrémním hodnotám radiace zbořeny a zavezeny zeminou, ale Zalissja zůstalo stát. Některým ze starších obyvatel bylo později umožněno vrátit se domů. V roce 2014 žila již pouze jedna z nich.

## Galerie

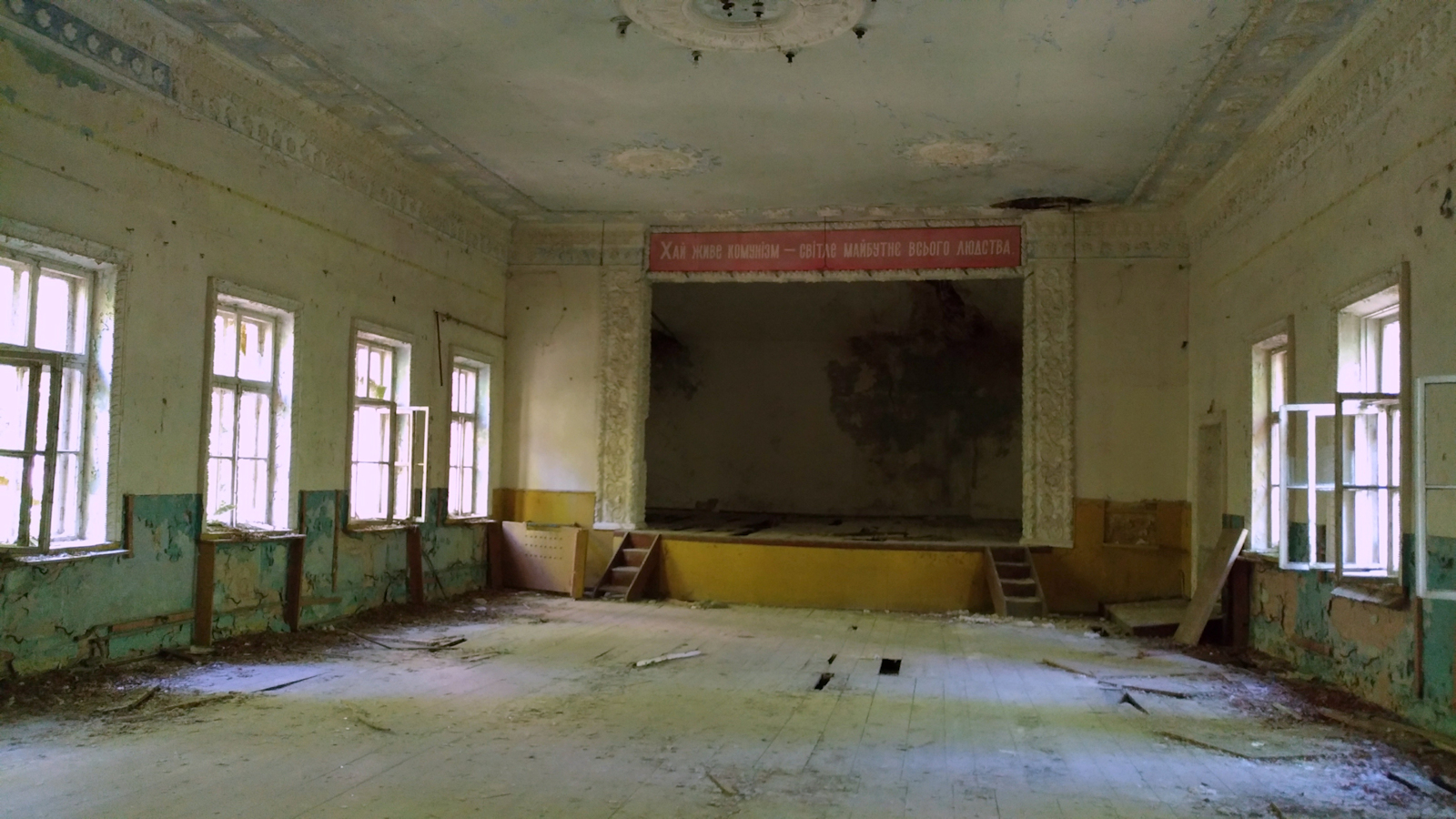
Sál kulturního domu (2019)
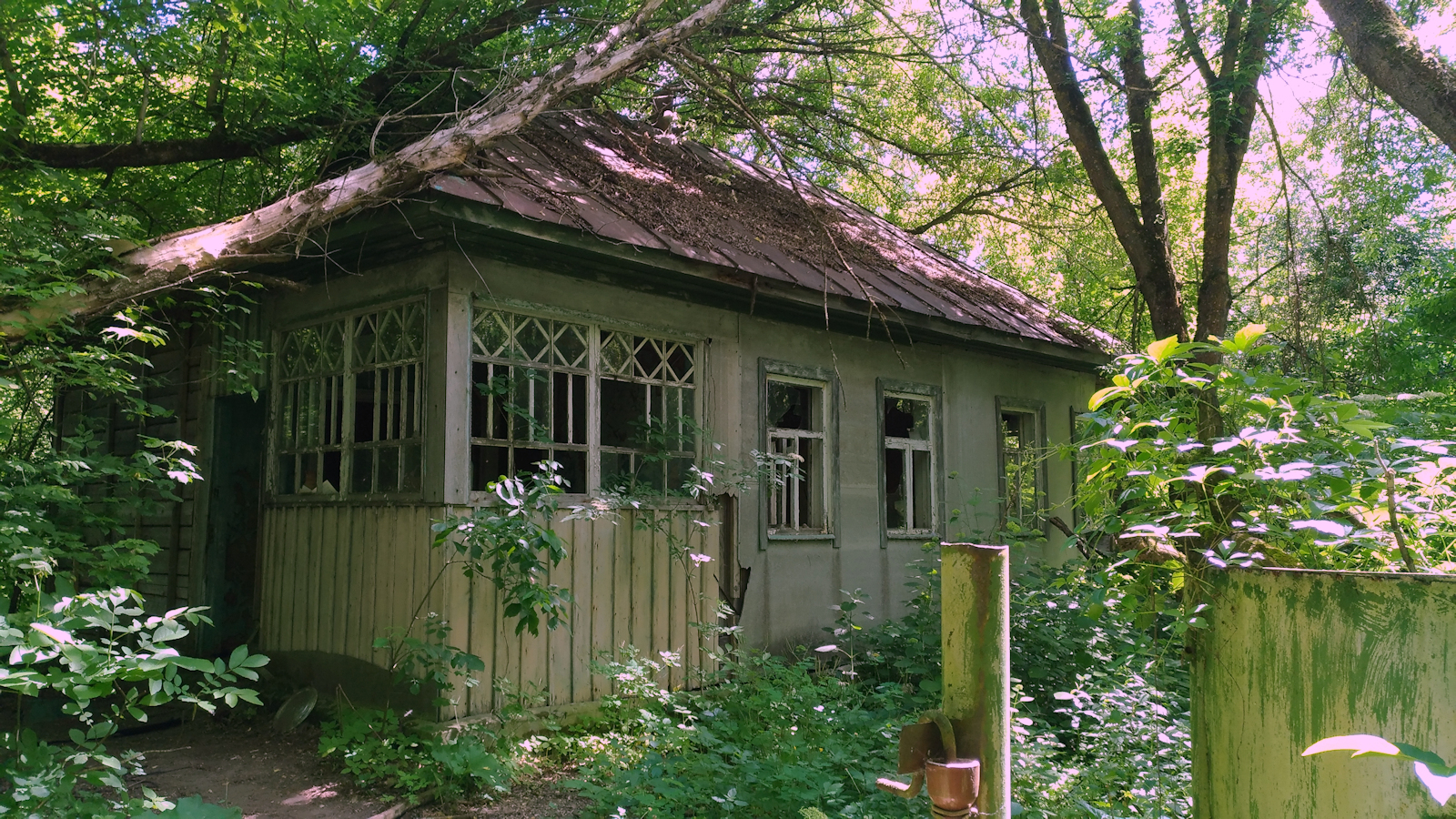
Rodinný dům (2019)
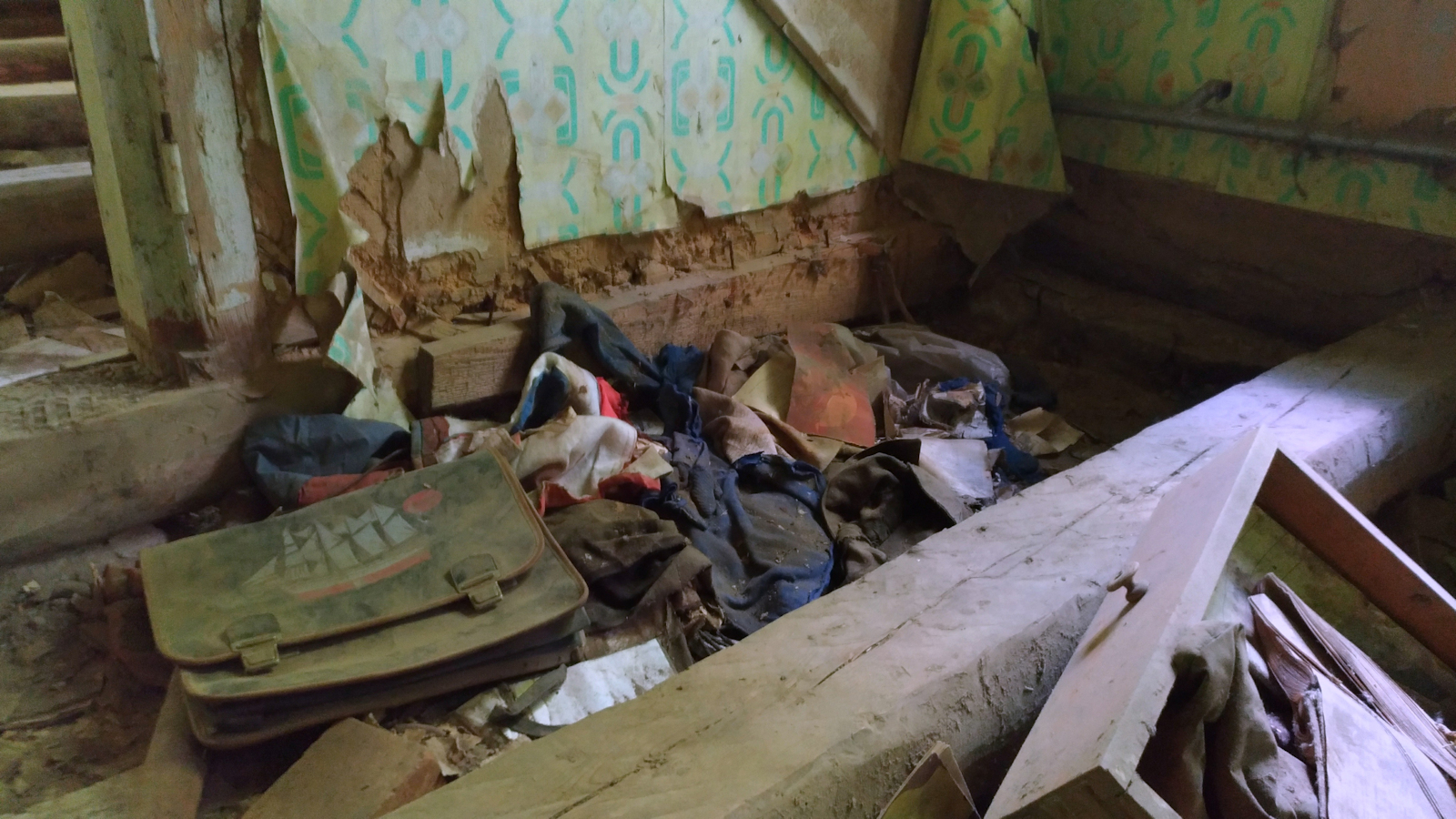
Interiér jednoho z domů (2019)
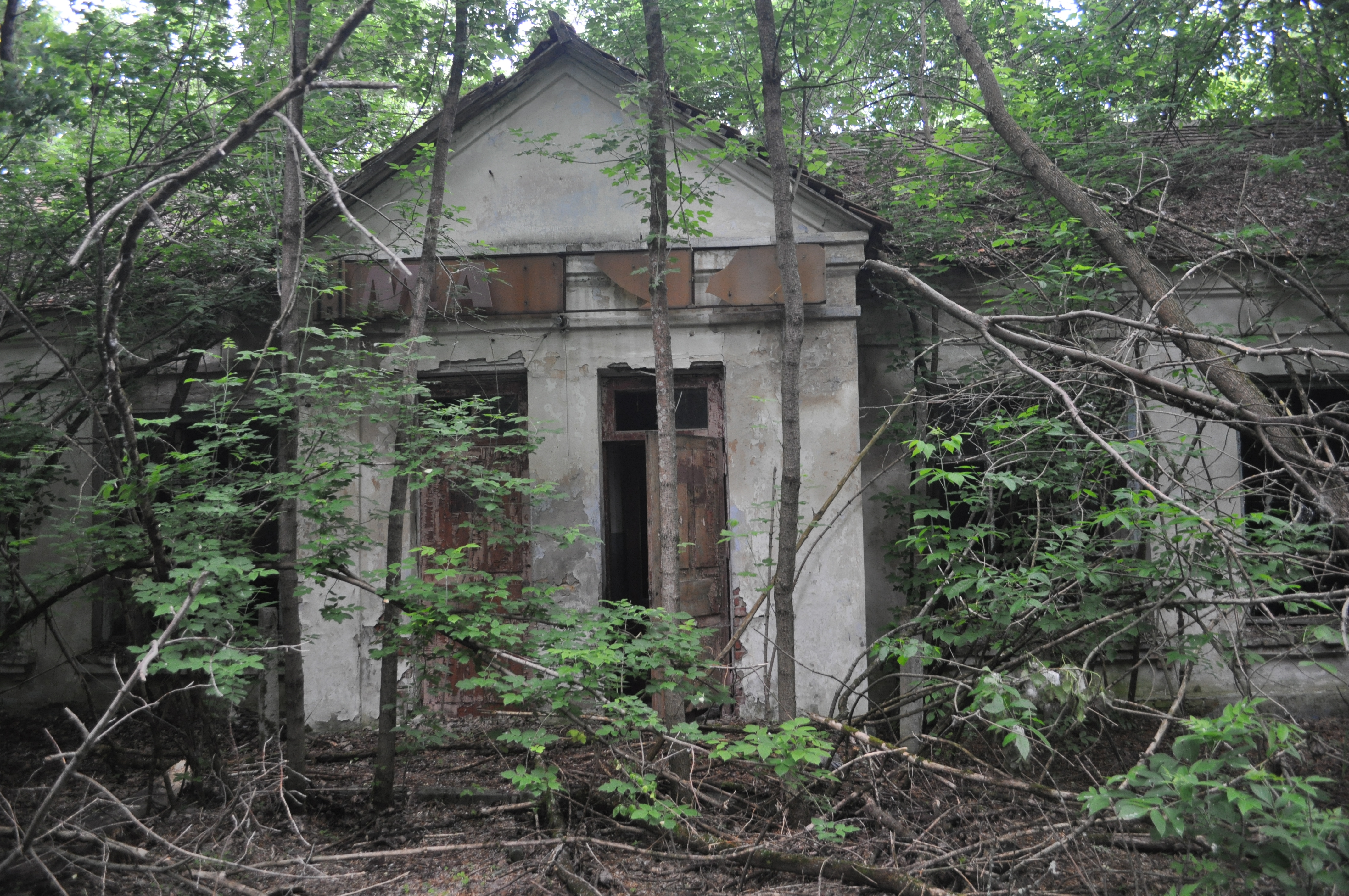
Obchod (2013)